# Прикладная аэродинамика
Прикладная аэродинамика связана с техническими применениями теоретической и экспериментной аэродинамики к теории самолёта, воздушных винтов, газовых турбин компрессоров, реактивных двигателей и тому подобное. Качество этих аппаратов в значительной мере зависит от состояния аеродинамического расчёта.
Прикладная аэродинамика широко используется в современной теплотехнике для интенсификации процессов горения в топках паровых котлов, камерах горения газовых турбин, а также для вентиляции помещений, охлаждения машин и механизмов и тому подобное.
Прикладную аэродинамику используют в химической промышленности для интенсификации процессов турбулентного смешивания газов и рабочего тела в аппаратах, где происходят химические реакции (химическая аэродинамика). Прикладная аэродинамика используется также при разработке и исследовании ряда процессов в обогащении полезных ископаемых (например, все пневмопроцесы, струйное измельчения материалов), при расчете систем проветривания шахт, рудников и т. п.